# FC Sète
Der Football Club de Sète 34 ist ein französischer Fußballverein aus der Stadt Sète im Département Hérault; die 34 entspricht der Ordnungszahl dieses Départements.
Gegründet wurde er 1900 als Olympique Cettois („Cette“ war bis 1928 die Schreibweise der Stadt); 1914 nahm er seinen heutigen Namen an, allerdings kam die „34“ erst weit nach dem Zweiten Weltkrieg hinzu. Seine Vereinsfarben sind Schwarz-Weiß-Grün; er trägt seine Spiele im Stade Louis-Michel aus, das 8.500 Zuschauer fasst. Aufgrund des Delphins im Klubwappen werden Spieler und Mannschaften des FC Sète in Frankreich häufig auch als Dauphins bezeichnet.

## Ligazugehörigkeit
Sète gehörte ganz früh zu den französischen Spitzenmannschaften: so wurde sie sechsmal (1907 und 1909–1914) Languedoc-Meister des ältesten und damals größten Fußballverbands USFSA und gewann von 1921 bis 1926 sechsmal den (regionalen) Titel eines Meisters der Division d'Honneur Sud-Est (dt.: Ehrendivision des Südostens), an der auch heute sehr viel erfolgreichere Mannschaften wie Olympique Marseille, OGC Nizza und die unmittelbaren Nachbarn von HSC Montpellier und Olympique Nîmes teilnahmen.
Nach Einführung des Profifußballs in Frankreich (1932) spielte der FC Sète bis 1954 durchgehend in der Division 1 (heute Ligue 1), und das im ersten Jahrzehnt auch mit großem Erfolg: die Grün-Weißen waren in Frankreich der erste Gewinner des Doublé aus Meisterschaft und Pokal (1934). Von 1954 bis 1960 sowie von 1970 bis 1977, 1983 bis 1989 und 2005/06 spielte Séte in der Division 2. Ansonsten pendelte der Verein seit 1960 zwischen Dritt- und sogar Viertklassigkeit.
Mitte Juni 2009 musste der FC Sète seine Illiquidität anmelden und wurde daraufhin vom Landesverband für 2009/10 aus der dritten Liga in die sechstklassige Division d’Honneur degradiert. In der Spielzeit 2013/14 kehrten die Grün-Weißen erstmals wieder landesweit in die sportlichen Schlagzeilen zurück, als sie im französischen Pokal bis in das Achtelfinale vordrangen.
In der Saison 2019/20 stieg Séte aus der vierten Liga auf, aus der man 2022 wieder abstieg. In der Saison 2022/23 belegte man in der vierten Liga den letzten Platz in der Gruppe C und stieg erneut ab.
Aus diesem Verein sind zwei Personen hervorgegangen, die insbesondere als Funktionäre auf Landesebene eine bedeutende Rolle im französischen Fußball gespielt haben: Emmanuel Gambardella, von 1949 bis 1953 Präsident der Fédération Française de Football, und Georges Bayrou, einer der aktivsten Wegbereiter des Professionalismus und – ebenfalls bis zu seinem Tod im Jahr 1953 – Vorsitzender der FFF-Kommission der Profiklubs.

## Erfolge
- Französische Fußballmeisterschaft
  - Meister: 1934, 1939
  - Dritter: 1938
- Französischer Fußballpokal
  - Sieger: 1930, 1934
  - Finalist: 1923, 1924, 1929, 1942

## Spieler
- Französische Nationalspieler (Die Zahl der Länderspiele für den FC Sète und der Zeitraum dieser internationalen Einsätze sind in Klammern angegeben)
  - Yvan Beck, eigentlich Ivan Bek (4, 1935) nachher ein weiteres Länderspiel für einen anderen Verein, vorher 7 für Jugoslawien
  - Ali Benouna (2, 1936)
  - Michel Brusseaux (1, 1938; WM-Teilnehmer 1938)
  - Louis Cazal (6, 1927–1930; einmal Kapitän)
  - André Chardar (12, 1930–1933; 1 Tor)
  - Stanislas Curyl (2, 1952)
  - Marcel Dangles (1, 1923)
  - Marcel Domergue (2, 1924) vorher ein, nachher 17 weitere Länderspiele für 3 andere Vereine
  - Gustave Dubus (2, 1930; 1 Tor)
  - Louis Gabrillargues (9, 1934–1937; WM-Teilnehmer 1934)
  - Marcel Galey (3, 1929; 1 Tor)
  - Ernest Gravier (5, 1923–1924; Olympiateilnehmer 1924) vorher 5 weitere Länderspiele für einen anderen Verein
  - Laurent Henric (4, 1928–1929)
  - Albert Jourda (2, 1921–1924; einmal Kapitän) vorher 5 weitere Länderspiele für 2 andere Vereine
  - Désiré Koranyi, eigentlich Dezső Korányi oder Kronenberger (5, 1939–1942; 5 Tore)
  - René Llense (9, 1935–1938; WM-Teilnehmer 1934 und 1938) nachher 2 weitere Länderspiele für einen anderen Verein
  - Jacques Mairesse (1, 1927) nachher 5 weitere Länderspiele für einen anderen Verein
  - François Mercier (1, 1942)
  - Jules Monsallier (1, 1936) vorher 2 weitere Länderspiele für 2 andere Vereine
  - Antoine Parachini (3, 1924)
  - Roland Schmitt (1, 1939) nachher ein weiteres Länderspiel für einen anderen Verein
  - Alexandre Villaplane (6, 1926) nachher 19 weitere Länderspiele für 2 andere Vereine

- Andere
  - Márton Bukovi, ungarischer Nationalspieler
  - René Dedieu, mehrfach Spieler beim FC, 1934 Trainer beim Gewinn des Doublé
  - István Lukács, 1933/34 Torschützenkönig der Division 1
  - Oskar „Ossi“ Rohr, 1940/41, deutscher Nationalspieler

## Trainer
- Domènec Balmanya (1958–1960)